# Eosembia varians
Eosembia varians är en insektsart som först beskrevs av Navás 1922.  Eosembia varians ingår i släktet Eosembia och familjen Oligotomidae. Inga underarter finns listade i Catalogue of Life.